# Elitegroup Computer Systems

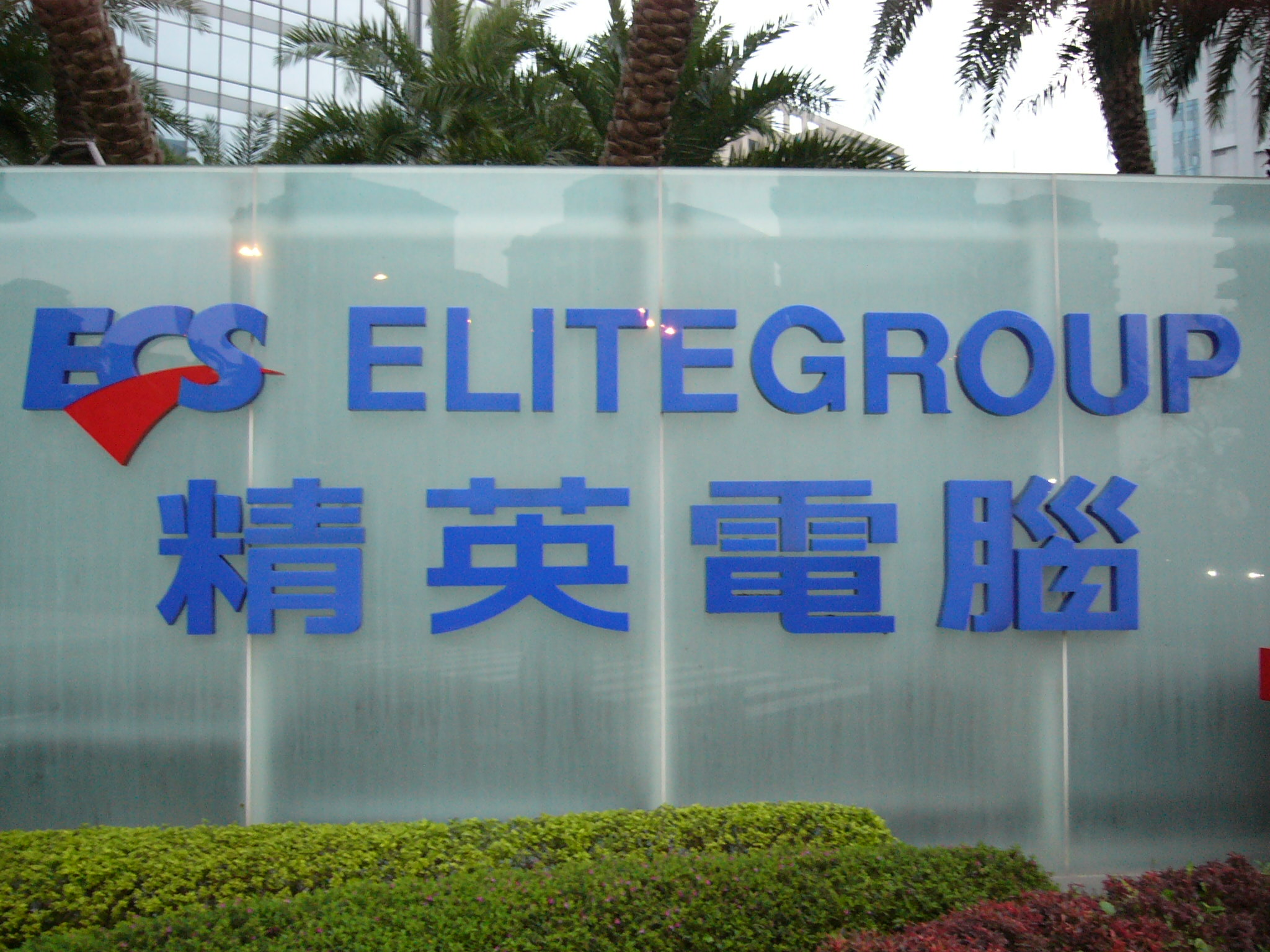
Placa da empresa.

Elitegroup Computer Systems (ECS) é uma empresa de informática de Taiwan fundada em 1987. É o quarto maior fabricante de placas-mãe para computador do mundo (depois da Asus, Gigabyte Technology e MSI), com a produção atingindo 24 milhões de unidades em 2002. Muitas destas placas, foram produzidas para clientes OEM e são utilizados em sistemas montados e vendidos por empresas de marca, tais como IBM e Compaq. O seu principal concorrente é a Micro-Star International.
A empresa, desde então, concentrou-se em alargar a sua gama de produtos. Depois da compra de laptop ECS fabricante Uniwill em 2006, a empresa também tem vindo a fazer a sua marca na concepção e fabricação de computadores portáteis, computadores desktop substituição e produtos multimídia. ECS computadores são vendidos por Fry's Electronics âmbito da "grande qualidade" ( "GQ") marca.
Fundada em 1987, ECS é sediada em Taiwan com operações na América do Norte, Europa e Orla do Pacífico. A empresa se fundiu com PCChips (Hsing Tech Enterprise Co., Ltd.), um importante fabricante de motherboards de baixo custo, em 2005. Em Junho de 2003, ECS foi selecionado para dois anos em uma fileira para a Revista Business Week exclusiva da Tecnologia da Informação 100 lista.